# Braune Kuchen

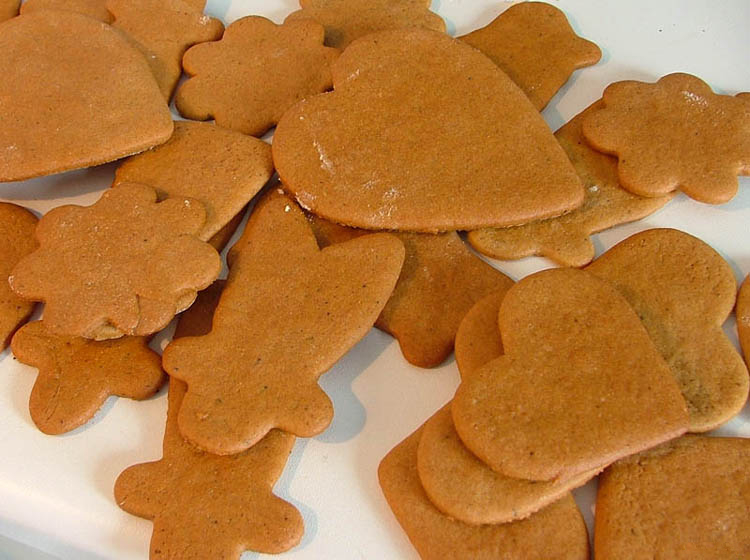
Braune Kuchen.

El Braune Kuchen (en alemán significa: "pasteles marrones" ) es una especialidad de la gastronomía del norte de Alemania y Escandinavia en forma de galleta. Es una mezcla de harina trigo y centeno con miel, sirope, clavos, canela y pimienta. Se conservan fácilmente en latas que están al vacío. 

## Variedades
Los braune Kuchen de Hamburgo son más planos, crujientes, cuadrados, con un sabor similar a los lebkuchen. Existe una variante dulce que se denomina Helgoländer Nüsse y que tiene como característica ser un poco más redondas.
Se pueden incluir almendras picadas en la receta, la masa se tiene que preparar 24 horas antes de amasar y hornear, se debe de tener precaución con la cantidad de "potage" (bicarbonato de sodio) que se incluye en la receta.